# Перевиса
Перевиса (груз. პერევისა) — село в Грузии, на территории Чиатурского муниципалитета края (мхаре) Имеретия.

## География
Село находится на западе центральной части Грузии, на левом берегу реки Квирилы, на расстоянии 7 километров к юго-востоку от города Чиатура, административного центра муниципалитета. Абсолютная высота — 766 метров над уровнем моря.

## Население
По результатам официальной переписи населения 2014 года, в Перевисе проживал 851 человек (408 мужчин и 443 женщины). В национальной структуре населения грузины составляли 99,4 %, армяне — 0,24 %, русские — 0,24 %.
| Год  | Население, человек |
| ---- | ------------------ |
| 2002 | 1319               |
| 2014 | ↘ 851              |